# Ramulus fuscothoracicus
Ramulus fuscothoracicus är en insektsart som först beskrevs av Liu, S.L. och Cai 1992.  Ramulus fuscothoracicus ingår i släktet Ramulus och familjen Phasmatidae. Inga underarter finns listade i Catalogue of Life.